# Antoine Dessane
Pour les articles homonymes, voir Dessane.
Antoine Dessane (9 décembre 1826 - 8 juin 1873) est un musicien et compositeur français émigré au Canada au milieu du XIXe siècle. Sa présence à Québec fit connaître à ses habitants la musique classique peu connue jusqu'alors à cette époque. Il est le père du compositeur et organiste Léon Dessane, mort en 1930.

## Biographie

### Débuts en France
Antoine Dessane est né à Forcalquier, près d'Aix-en-Provence, en France dans une famille de six enfants. Il est le second des six fils de Louis Dessane et de Marie Maurel. Son père était violoniste et professeur de musique et Antoine reçut de lui un enseignement où la discipline était de rigueur. En 1828, la famille s’installa à Billom, en Auvergne. C'est là qu'il reçut de son père ses premières leçons de musique. Dès l'âge de quatre ans, le jeune garçon révèle des dispositions pour le domaine musical. En 1837, la famille déménagea à nouveau pour s'installer cette fois à Paris. Âgé de dix ans, Antoine étudiera le piano, l’orgue et le violoncelle au Conservatoire de Paris jusqu’en octobre 1841 étant l’un de ses plus jeunes élèves. Durant cette période, il consacra neuf heures par jour à ses leçons de musique. L'enfant aurait été remarqué et apprécié du compositeur italien Luigi Cherubini. Il développe aussi des relations : César Franck et Jacques Offenbach font partie de ses fréquentations. Peu de temps après la fin de ses études au Conservatoire, Louis Dessane partit avec son fils aîné et Antoine en tournée de concerts qui dura un an et demi. La France, l'Italie, l'Autriche et l'Allemagne furent les pays où ils se produisirent. Antoine enseigna ensuite une année au collège des jésuites de Billom avant de s'établir, en 1845, à Clermont-Ferrand. Le compositeur français d’origine britannique George Onslow dont il bénéficiera des conseils et suggestions, notamment pour ses compositions, devient l'un de ses familiers. Avec son père et son frère aîné, ils formeront avec Onslow un quatuor à cordes d’Onslow, permettant au jeune violoncelliste de se familiariser avec le répertoire de Haydn, de Mozart et de Beethoven. C'est durant cette période, à Clermont-Ferrand, qu'Antoine Dessane fait la connaissance d'Irma Trunel de la Croix venue suivre des cours de piano qu'il donne. Ils se marient en 1847.

### Départ pour le Canada
Avec la révolution de 1848, le contexte socio-politique rend plus incertain l'existence des artistes. Redoutant de vivre dans la précarité, le jeune couple choisit de s'expatrier lorsque Antoine se voit offrir l'occasion d'occuper la fonction d’organiste et de maître de chapelle à la basilique de Québec; son prédécesseur, Theodor Molt, avait été congédié quelques mois plus tôt. La fonction est offerte au salaire annuel de 100 louis avec la possibilité d'y ajouter un salaire de 200 à 250 louis par année pour un poste d'enseignant en musique ce qui était jugé comme étant très convenable. S'embarquant à bord du Virginia[Lequel ?] le 4 juillet 1849, le couple arriva avec leur fille Marie à Québec quelques semaines plus tard. Quelques années après leur installation, Dessane prend la direction de la Société harmonique de Québec. Fondée en 1819, elle avait cessé ses activités une première fois. Après la reprise de celles-ci au début des années 1850, elle se voit contrainte de mettre fin à nouveau à ses activités en 1857. La même année, Dessane se voit confier la direction du Septette Club qui, à son tour, mettra fin à ses activités en 1871 faisant place au Septuor Haydn qui deviendra beaucoup plus tard l'Orchestre symphonique de Québec (OSQ).
Durant des années Dessane avait adressé trois requêtes à ses supérieurs : la réfection complète de l’orgue de la basilique, une augmentation de salaire et la garantie d’un poste permanent. N'ayant pu obtenir aucune d'elles malgré l'attente et la persévérance dont il fit preuve, il se vit contraint de chercher un poste ailleurs. Ainsi la famille, qui avait grandi, déménage à New York, en août 1865, lorsque Dessane se voit offrir le poste d’organiste de l’Église Saint-François-Xavier (Manhattan). Il reviendra avec sa famille à Québec en 1869 en acceptant le poste d’organiste qu’on lui propose à Saint-Roch. En dépit de sa santé déclinante, Dessane met immédiatement en place une chorale à Saint-Roch, la Société musicale Sainte-Cécile. Il échouera cependant à mener à terme l'un des projets qu'il caressait depuis longtemps, à savoir la création d'un conservatoire national de musique de Québec. Il meurt le 8 juin 1873, âgé de 47 ans.

## Violoncelle de l'artiste
Près d'un siècle et demi après la mort de l'artiste, on termina en 2016 la restauration de son violoncelle. L'épinette de Sitka, l'érable sycomore et l'ébène sont parmi les matériaux qui furent utilisés pour sa réalisation. Les cordes sont en boyaux filés et la pique est en laiton. Ayant les dimensions de 20 cm X 44 cm X 150.5 cm, l'instrument a été confectionné en France vers 1830.

## Hommages
L'avenue Dessane a été nommée en son honneur, dans la ville de Québec, en 1917.

### Sources et bibliographie
- Les informations pour cet article proviennent en grande partie de l'article intitulé "Le romantisme musical à Québec (suite) : Antoine Dessane (1826-1873)", Irène Brisson, publié dans la revue Québecensia, bulletin de la Société historique de Québec, vol. 28, n° 3, décembre 2009, p. 17 à 20, Lire en ligne
- Encyclopédie de la musique au Canada, Antoine Dessane
- Lucien Poirier, Le Fonds musical Dessane de l'Université Laval : compte rendu et état des travaux d'inventaire et de préparation du catalogue des œuvres musicales entrepris au lendemain de son acquisition, Cahiers de l'ARMuQ, 6 sep. 1985

 : document utilisé comme source pour la rédaction de cet article.